# Structure pyramidale des ligues de football en Algérie
 (novembre 2016).
Si vous disposez d'ouvrages ou d'articles de référence ou si vous connaissez des sites web de qualité traitant du thème abordé ici, merci de compléter l'article en donnant les références utiles à sa vérifiabilité et en les liant à la section « Notes et références ».
La structure pyramidale des ligues de football en Algérie désigne le système de classement officiel des ligues et divisions du football de cette nation. 

## Généralités

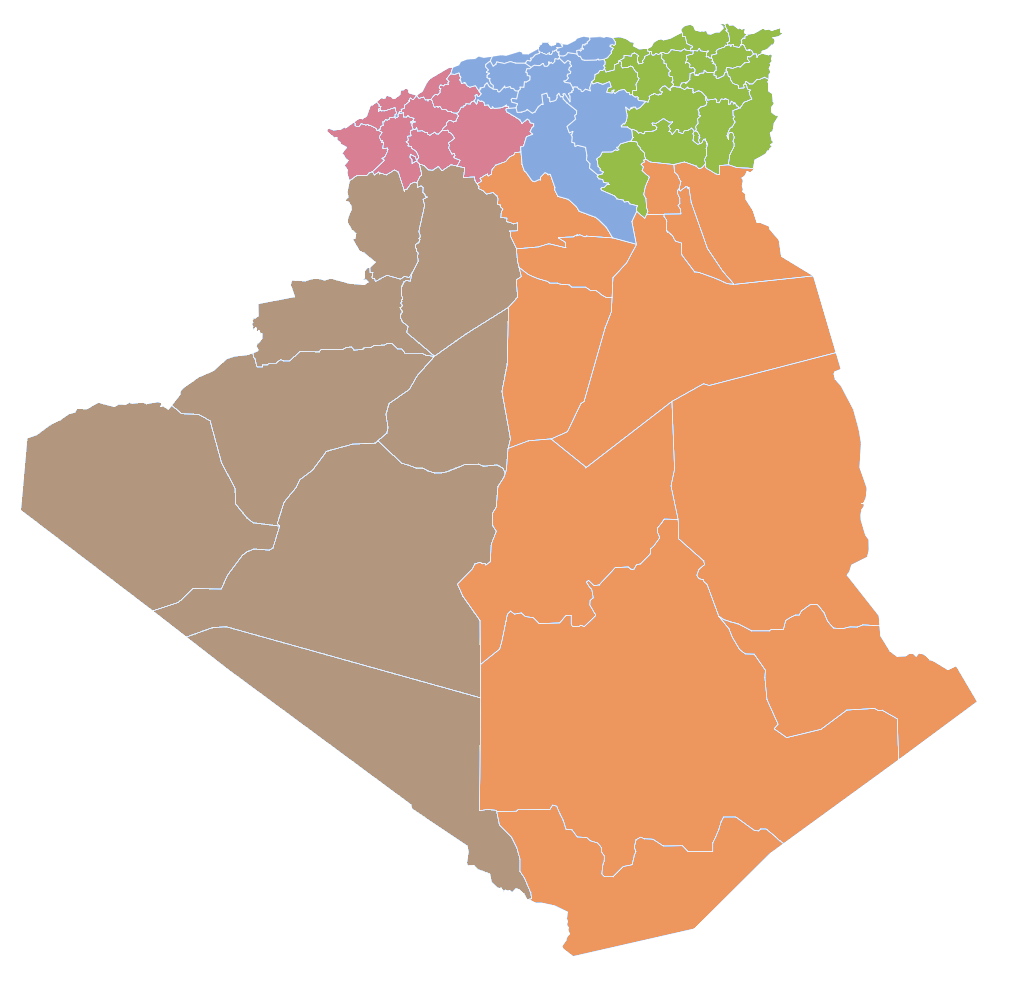
Carte des régions de football en Algérie.
Ouest
Centre
Est
Sud-ouest
Sud-est

L'ensemble du football du pays est sous la juridiction de la fédération algérienne de football. Depuis la saison 2010-2011, il existe 6 échelons hiérarchiques totaux répartis en 8 divisions, les 2 premiers étant sous l'égide du football professionnel, le reste sont amateur. 
Les différentes divisions se jouent au niveau national de la D1 à la D3 et au niveau régional de la D4 à la D6 et au niveau wilayales de la D7 à la D8.
Les Divisions du championnat Algérien sont comme suit :
- Division 1 : Ligue 1 (1 groupe)
- Division 2 : Ligue 2 (1 groupe)
- Division 3 : Ligue Nationale du Football Amateur (LNFA) (3 groupes)
- Division 4 : Ligue Inter-régions de football (LIRF) (6 groupes)
- Division 5 : Ligue Régionale de football (LRF) Régionale 1 (9 groupes)
- Division 6 : Ligue Régionale de football (LRF) Régionale 2 (18 groupes)
- Division 7 : Ligue Wilaya de football (LWF) Division d'Honneur (48 groupes)
- Division 8 : Ligue Wilaya de football (LWF) Division Pré-Honneur (48 groupes)

À partir de la saison 2020-2021, des changements ont eu lieu dans la formule générale de compétition, programmés initialement mais revus exceptionnellement à la suite des répercussions de la pandémie de la Covid-19 en Algérie.
- Division 1 : Ligue 1 professionnelle gérée par LFP (1 groupe de 18 clubs)
- Division 2 : Ligue 2 amateur gérée par Ligue nationale du football amateur (2 groupes de 16 clubs)
- Division 3 : Division amateur (Ligue Inter-régions de football - LIRF) (6 groupes de 16 clubs)
- Division 4 : Ligue régionale de football (LRF) Régionale 1
- Division 5 : Ligue régionale de football (LRF) Régionale 2
- Division 6 : Ligue Wilaya de football (LWF) Division d'Honneur
- Division 7 : Ligue Wilaya de football (LWF) Division Pré-Honneur

## Structure des championnats
Les compétitions sont organisées par la FAF, la fédération algérienne de football. Il y a 3 niveaux ou divisions de football national organisés et en dessous plusieurs niveaux régionaux liés aux différentes régions d'Algérie. 
L'illustration ci-dessous montre ces différents niveaux. À la fin de la saison, les équipes peuvent monter ou descendre d'une division. Le champion d'une série peut monter directement au niveau supérieur. Dans les échelons inférieurs les autres équipes disputent un tour final pour accéder au niveau supérieur ou pour éviter la descente. Quand une même division compte plusieurs séries, les clubs sont le plus souvent répartis en fonction de leur situation géographique.
Les compétitions de niveau 1 et 2 sont organisées par la Ligue Nationale de Football Professionnel, celles de niveau 3 par la Ligue nationale du football amateur, celle du niveau 4 par la Ligue inter-régions de football, celles de niveau 5 par les ligues régionales de football, et les niveaux de plus que 6 sont organisés par les ligues de wilayas de football et les ligues communales de football.
| Niveau                              | Niveau                          | Division                                                                             | Division                                                                             | Division                                                                             | Division                                                                             | Division                                                                             | Division                                                                             | Division                                                                             | Division                                                                             | Division                                                                             |
| Ligue de football professionnel     | Ligue de football professionnel | Ligue de football professionnel                                                      | Ligue de football professionnel                                                      | Ligue de football professionnel                                                      | Ligue de football professionnel                                                      | Ligue de football professionnel                                                      | Ligue de football professionnel                                                      | Ligue de football professionnel                                                      | Ligue de football professionnel                                                      | Ligue de football professionnel                                                      |
| ----------------------------------- | ------------------------------- | ------------------------------------------------------------------------------------ | ------------------------------------------------------------------------------------ | ------------------------------------------------------------------------------------ | ------------------------------------------------------------------------------------ | ------------------------------------------------------------------------------------ | ------------------------------------------------------------------------------------ | ------------------------------------------------------------------------------------ | ------------------------------------------------------------------------------------ | ------------------------------------------------------------------------------------ |
| 1                                   | 1                               | Ligue 1 professionnelle 18 clubs                                                     | Ligue 1 professionnelle 18 clubs                                                     | Ligue 1 professionnelle 18 clubs                                                     | Ligue 1 professionnelle 18 clubs                                                     | Ligue 1 professionnelle 18 clubs                                                     | Ligue 1 professionnelle 18 clubs                                                     | Ligue 1 professionnelle 18 clubs                                                     | Ligue 1 professionnelle 18 clubs                                                     | Ligue 1 professionnelle 18 clubs                                                     |
| Ligue nationale de football amateur |                                 |                                                                                      |                                                                                      |                                                                                      |                                                                                      |                                                                                      |                                                                                      |                                                                                      |                                                                                      |                                                                                      |
| 2                                   | 2                               | Ligue 2 32 clubs / 2 groupes                                                         | Ligue 2 32 clubs / 2 groupes                                                         | Ligue 2 32 clubs / 2 groupes                                                         | Ligue 2 32 clubs / 2 groupes                                                         | Ligue 2 32 clubs / 2 groupes                                                         | Ligue 2 32 clubs / 2 groupes                                                         | Ligue 2 32 clubs / 2 groupes                                                         | Ligue 2 32 clubs / 2 groupes                                                         | Ligue 2 32 clubs / 2 groupes                                                         |
| Ligue inter-régions de football     |                                 |                                                                                      |                                                                                      |                                                                                      |                                                                                      |                                                                                      |                                                                                      |                                                                                      |                                                                                      |                                                                                      |
| 3                                   | 3                               | Division amateur 96 clubs / 6 groupes                                                | Division amateur 96 clubs / 6 groupes                                                | Division amateur 96 clubs / 6 groupes                                                | Division amateur 96 clubs / 6 groupes                                                | Division amateur 96 clubs / 6 groupes                                                | Division amateur 96 clubs / 6 groupes                                                | Division amateur 96 clubs / 6 groupes                                                | Division amateur 96 clubs / 6 groupes                                                | Division amateur 96 clubs / 6 groupes                                                |
| 3                                   | 3                               | Groupe Sud-Ouest 16 clubs                                                            | Groupe Sud-Ouest 16 clubs                                                            | Groupe Ouest 16 clubs                                                                | Groupe Centre Ouest 16 clubs                                                         | Groupe Centre Ouest 16 clubs                                                         | Groupe Centre Est 16 clubs                                                           | Groupe Est 16 clubs                                                                  | Groupe Sud-est 16 clubs                                                              | Groupe Sud-est 16 clubs                                                              |
| Ligues régionales de football       |                                 |                                                                                      |                                                                                      |                                                                                      |                                                                                      |                                                                                      |                                                                                      |                                                                                      |                                                                                      |                                                                                      |
| 4                                   | R I (D4)                        | Ligue de Béchar 16 clubs                                                             | Ligue de Saïda 16 clubs                                                              | Ligue d'Oran 16 clubs                                                                | Ligue de Blida 16 clubs                                                              | Ligue d'Alger 16 clubs                                                               | Ligue de Batna 16 clubs                                                              | Ligue de Constantine 16 clubs                                                        | Ligue de Annaba 16 clubs                                                             | Ligue de Ouargla 16 clubs                                                            |
| 4                                   | R II (D5)                       | Régionale II (18 groupes de Ligues de 16 clubs)                                      | Régionale II (18 groupes de Ligues de 16 clubs)                                      | Régionale II (18 groupes de Ligues de 16 clubs)                                      | Régionale II (18 groupes de Ligues de 16 clubs)                                      | Régionale II (18 groupes de Ligues de 16 clubs)                                      | Régionale II (18 groupes de Ligues de 16 clubs)                                      | Régionale II (18 groupes de Ligues de 16 clubs)                                      | Régionale II (18 groupes de Ligues de 16 clubs)                                      | Régionale II (18 groupes de Ligues de 16 clubs)                                      |
| Ligues de Wilayas de Football       |                                 |                                                                                      |                                                                                      |                                                                                      |                                                                                      |                                                                                      |                                                                                      |                                                                                      |                                                                                      |                                                                                      |
| 5                                   | 5                               | 48 Ligues de wilayas de football Division d'Honneur (D6) + Division Pré-Honneur (D7) | 48 Ligues de wilayas de football Division d'Honneur (D6) + Division Pré-Honneur (D7) | 48 Ligues de wilayas de football Division d'Honneur (D6) + Division Pré-Honneur (D7) | 48 Ligues de wilayas de football Division d'Honneur (D6) + Division Pré-Honneur (D7) | 48 Ligues de wilayas de football Division d'Honneur (D6) + Division Pré-Honneur (D7) | 48 Ligues de wilayas de football Division d'Honneur (D6) + Division Pré-Honneur (D7) | 48 Ligues de wilayas de football Division d'Honneur (D6) + Division Pré-Honneur (D7) | 48 Ligues de wilayas de football Division d'Honneur (D6) + Division Pré-Honneur (D7) | 48 Ligues de wilayas de football Division d'Honneur (D6) + Division Pré-Honneur (D7) |